# Дзидзария, Георгий Алексеевич
Георгий Алексеевич Дзидзария (6 [19] мая 1914 — 1 мая 1988) — советский государственный и политический деятель, абхазский историк-кавказовед и педагог.

## Биография
Родился в 1914 году в селе Лыхны. Член ВКП(б).
С 1939 года на общественной и политической работе. В 1939—1988 годах в Абхазском научно-исследовательском институте языка и истории им. академика Н. Я. Марра (с 1960 Институт языка, литературы и истории им. Д. И. Гулиа), ректор Сухумского педагогического института им. А. М. Горького, заместитель Председателя Президиума Верховного Совета Абхазской АССР, Председатель Верховного Совета Абхазской АССР, председатель абхазского отделения Грузинского общества по культурным связям с соотечественниками за рубежом, председатель абхазского отделения Грузинского научного общества истории, археологии, этнографии и фольклора, член коллегии Министерства просвещения Абхазской АССР и редколлегии журнала «Алашара», член редакционного совета издательства «Алашара».
Избирался депутатом Верховного Совета СССР 6-го, 7-го, 8-го созывов.
Умер 1 мая 1988 года в Сухуми. Похоронен в селе Лыхны на поляне Лыхнашта.